# 城步文庙
城步文庙，又名孔圣庙，位于中国湖南省城步苗族自治县，现存文庙建于清光绪时期，是湖南省级文物保护单位。

## 历史沿革
明正德十一年（1516年），城步文庙始建，设县治之左，后屡易其址。
清光绪十五年（1889年），湖北郧阳镇总兵龚继昌回乡时捐资倡修城步文庙，将原文庙从城北迁至普和寺原址，并加以扩建。光绪十七年（1891年）迁原棂星门于新大成门前。民国二十四年（1935年），移原魁星阁至新文庙后方。1974年，崇圣祠及魁星阁倒塌。
1990年，孔圣庙被列为市级文物保护单位。1996年，孔圣庙被列为省级文物保护单位。

## 建筑规制
城步文庙位于县城东南巫水北岸，依山而建，坐北面南，占地面积约3100平方米，建筑面积2828平方米，现存：照壁、棂星门、大成门、大成殿及东西厢房。东西礼门、义路均为青石砌，分书“德牟天地”和“道冠古今”，门旁墙体均嵌有“文武官员人等至此下马”青石碑。泮池在棂星门前4米，泮桥为无阶石拱桥。棂星门为三间四柱青石牌坊，高7米，棂星门后两侧分列忠义祠、名宦祠及节孝祠、乡贤祠。大成门面积405平方米，大成门后两侧设钟楼、鼓楼，左右两庑供奉七十二贤。大成殿面积367平方米，四周有回廊，为抬梁式，重檐歇山顶，殿内匾额雕龙，正中为“大成至圣先师孔子神位”，左右配殿供奉历代忠烈文人。殿前有天子台，为石筑丹墀，有石质雕栏，丹陛石刻有一条昂首滚身青石蟠龙。原崇圣祠建筑面积319平方米，供奉孔子祖先神位。原魁星阁建筑面积200平方米，为六角形砖木结构。城步文庙整体小而全，雕刻融合了汉苗风格。